# Jean Paul Forest
Pour les articles homonymes, voir Forest.
Jean Paul Forest, né le 7 mars 1956 en France métropolitaine, est un artiste plasticien vivant et travaillant à Tahiti et Moorea en Polynésie française.

## Biographie
Artiste autodidacte, il a d'abord pratiqué la photographie (exposition personnelle à la bibliothèque de Moulins (Allier) en 1981), tout en s'initiant à la sculpture figurative sur bois. Après des études scientifiques (Université de Lyon 1, 1974-1979), il fait un premier séjour à Tahiti en 1979-1980, où il s'établit définitivement en 1982. À partir de 1989, il abandonne la photographie pour se consacrer uniquement à la sculpture d'abord sur matériaux synthétiques, puis en introduisant progressivement le bois et la pierre, qui deviendra son seul support à partir de 1993.
En 1995, son exposition en Italie pour le XIIIe International Rock Art Congres au Centro Camuno di Studi Preistorici de l'UNESCO au Valcamonica induit une collaboration régulière avec le milieu des préhistoriens, en particulier le professeur Marcel Otte de l'université de Liège. Il s'ensuit un abandon des expositions en galeries (Los Angeles, San Francisco, Paris, Milan et Barcelone de 1993 à 1998) pour se consacrer à une recherche plus radicale. Celle-ci sera alors présentée hors Polynésie exclusivement en institutions et musées (Université de Liège en 1999 et 2001, Hôtel de ville de Paris 2005, Musée d'Art Moderne et d'Art Contemporain de Liège en 2006, centre Jean-Marie Tjibaou de Nouméa en 2006, Musée National de Préhistoire de France en 2009,, musée du Grand Curtius de Liège 2014, Musées Royaux d'Art et d'Histoire de Bruxelles en 2017). 
De même en Polynésie son travail est essentiellement présenté lors d'expositions personnelles institutionnelles ( Musée Gauguin 1999 ; Musée de Tahiti et des Îles en 1996, 2002, 2015,, ; Université de Polynésie en 2006, 2014, 2017), sa ligne de recherche très expérimentale n'étant que rarement montrée en galerie à Papeete.
En 2007 il réalise avec Andreas Dettloff, artiste plasticien allemand vivant à Tahiti, et Lino Polegatto, rédacteur en chef de la revue belge Flux-News, le premier pavillon tahitien à la biennale de Venise,,. Ce pavillon mobile était une œuvre circulant dans les Giardini avant d'être officialisée au pavillon du Venezuela. Il s'agissait avant tout de détourner les contraintes administratives et politiques, la Biennale de Venise n'étant ouverte qu'aux états membres de l'O.N.U., et montrer que la Polynésie pouvait accéder aux manifestations les plus en vue de l'art contemporain.
Jean Paul Forest est depuis 2014 artiste-correspondant de l'institut Actes/Sorbonne/CNRS pour la Polynésie française. 

## Lignes de recherche
Dès son premier contact avec la vallée de Papeno'o à Tahiti en 1979, Jean Paul Forest a été marqué par cet espace clos ouvrant sur une immensité à l'intérieur d'autres immensités elles-mêmes closes (île, océan, planète…), dans une mise en abîme. Les pierres de la rivière lui apparaissent alors comme des unités de bases de l'univers : "Vomis par le volcan, modelés par le temps et des forces incoercibles, apparaissant fugitivement à la limite des flots puis emportés par les eaux et l'industrie, les galets sont un avatar de l'infinie complexité universelle. Leur multitude suggère une parenté avec l’humanité, chacun perdu dans une foule incommensurable, insignifiant et cependant unique lorsqu’on l’observe individuellement. "
Ses différents axes de recherche sur ces "proto-corps"  sont autant de tentatives de trouver un langage plastique — chaque geste laissant une trace dans la matière mais aussi dans l'auteur de cette action — entre une structure dite inerte et un être biologique. La question de l'apparition du mouvement et de l'agitation incessante de la matière est au cœur des différentes voies expérimentales suivies. Ses thèmes de prédilection ont été les appareillages (réparation de galets trouvés cassés par une prothèse en bois), les fragmentations (galets éclatés dont les éclats sont reliés par un câble permettant la reconstitution de la forme originelle), les multitudes (tri et réorganisation du chaos des plages de galets), la torsion d'une pierre pour introduire un mouvement dans sa rigidité.
L'usage de la photographie réapparait chez Forest à la fin des années 1990, grâce en particulier aux techniques numériques, comme moyen de mémorisation des étapes d'une création. Des chronophotographies, imprimées ou sous forme vidéo, permettent de voir la genèse d'une œuvre, d'en dérouler les étapes, ou à l'inverse d'en archiver la disparition. L'épaisseur de la documentation constituée n'est pas sans rapport avec les strates des fouilles archéologiques, qui déroulent les temps immémoriaux par une inscription dans la matière. 
Outre la réalisation de pièces mobilières à partir des galets de la vallée de Papeno'o, il intervient également in situ dans cette vallée, ses œuvres étant connues sous le nom générique des "pierres cousues". Avec la colonisation par l'industrie de cette vallée — restée vierge jusqu'à la fin des années 1980 —  Jean Paul Forest a utilisé sa technique de couture de la pierre à partir de 1997, matérialisant les forces d'attraction et de liaison pour réparer des rochers dynamités dans la vallée. Cette pratique s'est par la suite diversifiée jusqu'à des pratiques néo-figuratives, inspirées de la technique polynésienne du tifaifai. Cette utilisation d'espaces publics à priori vierges s'accompagne d'une réflexion sous forme d'articles,, ou de conférences. L'influence de l'environnement géographique sur les conceptions métaphysiques des habitants et sur leurs productions matérielles y est un thème largement abordé. Des goûts communs pour la contemplation des immensités et la symbolique des pierres semble à l'origine des relations convergentes entre l'artiste, de conviction matérialiste-moniste, avec les Polynésiens, plutôt de culture religieuse chrétienne et biblique.

## Monographies
- Une futile audace M. Otte & JP Forest, éd. Réunion des Musées Nationaux, Paris, 2009
- Mo’o Tua Raha, femme lézard de Papeno’o, collectif, Éd. Université de Polynésie Française, Tahiti, 2014
- Face à l'immensité, collectif, éd. MTI/Sorbonne/CNRS, Tahiti, 2015
- Oceania, dialogues avec l'immensité, collectif, éd. Musées Royaux d'Art et d'Histoire, 2017